# United States Naval Research Laboratory
Das US Naval Research Laboratory (NRL) ist das gemeinsame Forschungslabor für die United States Navy und für das United States Marine Corps. Es betreibt ein breites Programm an wissenschaftlicher Forschung und Entwicklung. Das NRL besteht seit 1923 und wurde auf einen Vorschlag von Thomas Alva Edison als Abteilung unter dem Office of Naval Research gegründet (The Government should maintain a great research laboratory. … In this could be developed … all the technique of military and naval progression without any vast expense.).
Die Errungenschaften des NRL überdecken ein weites Gebiet. Es geht über die Entwicklung des Röntgen mit Gammastrahlen bis zum Large Angle and Spectrometric Coronagraph Experiment (LASCO) und dem Dragon Eye (ein Flugzeugsensorsystem). Das Laboratorium hat 1939 ein nukleares Unterseeboot geplant und entwickelte in den späten 1950er Jahren ein überhorizontales Radarsystem. Kürzlich wurden auch die Details zu Grab I, einem der ersten Aufklärungssatelliten, freigegeben.
Zwei Mitarbeiter des NRL, Herbert A. Hauptman und Jerome Karle, wurden 1985 für ihre Arbeit in der molekularen Strukturanalyse mit dem Nobelpreis für Chemie ausgezeichnet. Viele der Projekte des Labors werden nach einer Zeit öffentliche Anwendungen, ohne dass man von der Herkunft Notiz nimmt. Ein Beispiel ist das so genannte Onion Routing. Einige der aktuellen Arbeitsgebiete schließen Plasmaphysik, Materialwissenschaften und elektronische Kriegführung mit ein.